# ۲ ایکس‌ال
۲ ایکس‌ال (انگلیسی: 2XL) یک مجموعهٔ تلویزیونی درام لهستانی است که ۵ سپتامبر ۲۰۱۳ هر پنجشنبه ساعت ۱۰ شب از شبکهٔ پلست پخس می‌شود.

## گزیدهٔ بازیگران
- ادیتا یونگوفسکا
- الژبیتا رومانوفسکا
- پشمیسواف سادوفسکی
- فیلیپ بوبک
- پیوتر روگوتسکی
- پیوتر پولک
- روبرت چبوتار
- ماوگوژاتا زایاژکوفسکا
- ویتولد دنبیتسکی
- یان ویچورکوفسکی
- کاتاژینا کووچک
- اِوا کائیم
- مارتینا کلیشفسکا
- مارتا دامبروفسکا
- پیوتر استراموفسکی
- یان مونچکا